# Vladimir Desyatchikov
Vladimir Borisovich Desyatchikov, uzb. cyr. Владимир Борисович Десятчиков, ros. Владимир Борисович Десятчиков, Władimir Borisowicz Diesiatczikow (ur. 5 sierpnia 1936, Uzbecka SRR; zm. 27 sierpnia 2010 w Taszkencie, Uzbekistan) – uzbecki piłkarz, grający na pozycji obrońcy lub pomocnika, trener piłkarski.

## Kariera piłkarska
W 1954 rozpoczął karierę piłkarską w wojskowym ODO Taszkent. W 1957 rozegrał jeden sezon w Paxtakorze Taszkent, a potem bronił barw klubu Trudovye Rezervy Taszkent. W 1960 przeszedł do Mexnat Taszkent, a w następnym roku przeniósł się do Startu Taszkent. W 1962 został zaproszony do Szachtiora Karaganda, w którym występował ponad 3 lata. Latem 1965 powrócił do Taszkentu, gdzie w klubie Politotdel Yangibozor zakończył karierę piłkarza.

## Kariera trenerska
Po zakończeniu kariery piłkarza rozpoczął pracę szkoleniowca. Od 1966 do 1968 trenował Spartak Andijon. W 1969 dołączył do sztabu trenerskiego Zarafshonu Navoiy, w którym najpierw pomagał trenować, a po pół roku stał na czele klubu. Od 1972 do 1973 prowadził Avtomobilist Termez. W 1975 objął stanowisko głównego trenera Paxtachi Guliston, w którym pracował do 1980. W latach 1982–1984 kierował Dinamo Samarkanda. W lipcu 1993 ponownie został zaproszony do Dinama Samarkanda. W 1995 szkolił Kushon Kosonsoy. 22 czerwca 1996 został mianowany na stanowisko głównego trenera Dinama Urgencz, w którym pracował do września 1997. W 1999 objął prowadzenie Qizilqum Zarafshon, którym kierował do 2000.
27 sierpnia 2010 zmarł w Taszkencie w wieku 74 lat.

## Sukcesy i odznaczenia

### Sukcesy piłkarskie
Szachtior Karaganda
- mistrz Klasy B ZSRR: 1962

### Sukcesy trenerskie
Dinamo Samarkanda
- wicemistrz grupy Drugiej Ligi ZSRR: 1982, 1984

### Odznaczenia
- tytuł Mistrza Sportu ZSRR: 1962